# Giovanni Vescovi
Giovanni Vescovi (Porto Alegre, 14 de junho de 1978) é um enxadrista brasileiro, detentor do título de Grande Mestre Internacional, desde 1998. 
Começou a jogar xadrez com três anos de idade. Em 1987, tornou-se vice-campeão mundial Mirim, primeiro brasileiro a conquistar este título, e iniciou sua extensa série de conquistas. Em 1989 foi campeão Pan-Americano de Xadrez, na categoria "12 anos". Com jogo arrojado e criativo, produziu algumas das mais belas partidas do xadrez brasileiro e teve várias combinações publicadas nas publicações especializadas Sahovski Informator, Chess Base Magazine, New in Chess e Europe Échecs.
Vescovi já participou de diversos eventos internacionais em mais de trinta países. É poliglota, dominando cinco idiomas, além da língua materna: espanhol, inglês, alemão, sueco e russo. Reside atualmente em São Paulo e exerce a função de analista de crédito no Itaú Private.
Vescovi conquistou seu primeiro título de campeão brasileiro em 1999. No 76º Campeonato Brasileiro de Xadrez Absoluto, disputado entre os dias 2 e 11 de dezembro de 2009, em Americana. Vescovi terminou a competição com 8,5 pontos, resultado de sete vitórias, três empates e apenas uma derrota. A segunda colocação ficou com o GM Gilberto Milos, que terminou invicto, com oito pontos. No total, venceu o Campeonato Brasileiro de Xadrez 7 vezes (1999, 2000, 2001, 2006, 2007, 2009, 2010).
Chegou a ser o número 48 do mundo em 2004.
Em janeiro de 2010, com 2 660 pontos, era o melhor enxadrista do Brasil e o 64º do mundo na lista de rating.
Entre suas conquistas se destacam o tricampeonato no torneio fechado de Bermudas, vencendo os eventos de 2002,2003 e 2004.
Em maio de 2023, após vários anos inativo, Vescovi jogou no 6th Sharjah Masters, realizado em Dubai, terminando com uma pontuação de 2,5/9 no forte evento
Após ter participado do 6th Sharjah Masters, seu rating voltou a ser ativo com 2584 pontos, o que o coloca no momento como o número 1 do Brasil.

## Participações em Olimpíadas de Xadrez
Fez parte da equipe brasileira em sete edições das Olimpíadas de Xadrez.
| Ano  | Edição         | Local    | Tabuleiro | Pontos    | Partidas | V | E | D | %    | Classificação | Classificação |
| ---- | -------------- | -------- | --------- | --------- | -------- | - | - | - | ---- | ------------- | ------------- |
| Ano  | Edição         | Local    | Tabuleiro | Pontos    | Partidas | V | E | D | %    | Equipe        | Individual    |
| 1994 | 31.ª Olimpíada | Moscou   | 4.º       | 4½        | 10       | 2 | 5 | 3 | 45.0 | 62.º          | 66.º          |
| 1996 | 32.ª Olimpíada | Yerevan  | res.      | não jogou |          |   |   |   |      |               |               |
| 1998 | 33.ª Olimpíada | Elista   | 1.º       | 5         | 11       | 2 | 6 | 3 | 45.5 | 48.º          | 72.º          |
| 2000 | 34.ª Olimpíada | Istambul | 3.º       | 6         | 12       | 3 | 6 | 3 | 50.0 | 38.º          | 57.º          |
| 2002 | 35.ª Olimpíada | Bled     | 1.º       | 4         | 10       | 0 | 8 | 2 | 40.0 | 35.º          | 96.º          |
| 2006 | 37.ª Olimpíada | Turim    | 1.º       | 6½        | 11       | 4 | 5 | 2 | 59.1 | 32.º          | 36.º          |
| 2012 | 40.ª Olimpíada | Istambul | 2.º       | 4½        | 9        | 2 | 5 | 2 | 50.0 | 39.º          | 41.º          |